# Zeledonia coronata
Zeledonia coronata là một loài chim trong họ Parulidae.